# Tepeyoloc
Tepeyoloc är en ort i Mexiko.   Den ligger i kommunen Coxcatlán och delstaten Puebla, i den sydöstra delen av landet, 250 km sydost om huvudstaden Mexico City. Tepeyoloc ligger 2 384 meter över havet och antalet invånare är 424.
Terrängen runt Tepeyoloc är kuperad åt nordost, men åt sydväst är den bergig. Runt Tepeyoloc är det ganska tätbefolkat, med 60 invånare per kvadratkilometer. Närmaste större samhälle är Ajalpan, 19,7 km väster om Tepeyoloc. I omgivningarna runt Tepeyoloc växer huvudsakligen savannskog.